# A5406CA
A5406CA（えーごーよんぜろろくしーえー）は、カシオ計算機が開発した、KDDIのauブランドのCDMA 1Xシリーズの第三世代携帯電話である。

## カメラの仕様
- 最大でQXGAサイズの撮影が可能
- デジタルズームは最大で12.8倍（ケータイサイズ）
- QRコード読み取り機能

## 特徴
前機種であるA5403CAをベースに、新たに世界初の3.2メガピクセルCCDカメラを搭載し、QXGAサイズ（1536×2048ドット）の撮影に対応したり、QRコード読み取り機能を搭載していることなど、フォト機能に重点をおいている。しかし、デジタルズームを採用しているため、倍率を上げるに従って、画像の荒れが激しくなる。背面にはDiMAGIC社のDiMAGIC Virtualizer X（DVX）技術を応用したサラウンドスピーカーを搭載し、着うたのステレオ再生に対応している。また、リアルタイムOSを採用しているため、最近の端末と比べるとレスポンスは速い。
auブランドで販売された携帯電話機のうち、EZアプリ (Java)に対応した最後の機種となっているほか、カシオ製のA540xシリーズとしては最終機種となる。

## 沿革
- 2004年5月17日 KDDIより発表。
- 2004年6月30日 - 発売開始。